# 木内ラムネ
木内 ラムネ（きうち ラムネ）は、日本の漫画家。デビュー作は『別冊マーガレット』（集英社）2012年12月号に掲載された『Love is Blind』。

## 来歴
小学生のころ、自由帳に高橋留美子の『らんま1/2』を真似して漫画を描いていた。「らんま達にように強くなって、カンフー技を使って戦ったり屋根の上を飛びながら学校に登校する妄想」もしていたといい、同作を思い出の作品に挙げている。
2012年、第534回別マまんがスクールにおいてデビュー賞を受賞。デビュー作として『別冊マーガレット』に『Love is Blind』が収録された。
2023年11月、自身のSNSにて出産を報告。

## 人物

### 漫画制作
作品作りではまずキャラクターから考えている。自身がカップリングに萌える組み合わせを構想した後、ストーリーを制作している。木内の場合、話を先に考えると「キャラが無理矢理ストーリーに動かされている感じになってしまう」ことが理由である。
木内によると、人間味のあるキャラクターは自身が共感できるため描きやすいという。木内は「煩悩まみれですぐにくだらないことを企む」ようなキャラクターは描くのが楽しく、「とにかく純粋で悪いことを何も考えないキャラ」は難しいと話している。

## 作品リスト
全て集英社、マーガレットコミックス（DIGITAL）から刊行されている。
- チャラ男とロボ子（2014年10月24日発売[3]、ISBN 978-4-08-845289-0
  - チャラ男とロボ子（『ザ マーガレット』2014年2月号）
  - 秋本君の友達（『別冊マーガレットsister』2014年8月夏増刊号）
  - 君と白昼夢（『別冊マーガレット』2013年3月号）
  - black peach flower[4]（『bianca』3号（2013年6月号））
  - 片想いスナイパー（『別冊マーガレット』2014年4月号別冊ふろく『moi!』2号）
- 妄想💙ラブクラッシャー（2016年10月25日発売[5]、ISBN 978-4-08-845655-3）
  - 妄想クラッシャー（『別冊マーガレット』2016年3月号別冊ふろく『dcolle』11号）
  - 通行人Aの物語（『別冊マーガレットsister』2014年11月秋増刊号）
  - 咲けないサクラ（『別冊マーガレットsister』2015年5月春増刊号）
  - Love is blind（『別冊マーガレット』2012年12月号[1]） - デビュー作[1]。
  - 妄想クラッシャー〜そして今〜[注 1]（描きおろし）
- はぴきす[6]（2017年2月24日発売[7]、『別冊マーガレット』2016年11月号[8] - 2017年2月号、ISBN 978-4-08-845721-5、全1巻）
  - ドキドキさせたい麦の話[注 2]（描きおろし）
  - 喜ばせたい太陽の話[注 2]（描きおろし）
- 月のお気に召すまま[9][10]（『別冊マーガレット』2018年12月号[11] - 2024年12月号[12]、既刊13巻）
  1. 2019年9月25日発売[13][14]、『ザ マーガレット』2018年6月号、『別冊マーガレット』2018年12月号[11] - 2019年4月号、ISBN 978-4-08-844247-1
    - おまけ4コマ 乙女ゲーム①（描きおろし）
    - おまけ4コマ 乙女ゲーム②（描きおろし）
    - おまけ4コマ 乙女ゲーム③（描きおろし）

  2. 2019年10月25日発売[15]、『別冊マーガレット』2019年5月号 - 9月号、ISBN 978-4-08-844256-3
    - 月のお気に召すまま〜世界で一番大嫌い!!!!〜（『別冊マーガレット』2019年4月号別冊ふろく『世界で一番大嫌い!!!!』）
    - おまけ4コマ 卒業式の後・歩（描きおろし）
    - おまけ4コマ 卒業式の後・月（描きおろし）

  3. 2020年2月25日発売[16]、『別冊マーガレット』2019年10月号 - 2020年2月号、ISBN 978-4-08-844303-4
    - おまけ4コマ 男子会（描きおろし）
    - おまけ8コマ 女子会（描きおろし）

  4. 2020年7月22日発売[17]、『別冊マーガレット』2020年3月号[18] - 7月号、ISBN 978-4-08-844364-5
    - おまけ4コマ モーニングコール（描きおろし）
    - おまけ4コマ 浮気（描きおろし）
    - おまけ4コマ ツンデレ翻訳機（描きおろし）
    - おまけ4コマ 地味に恥ずかしいこと（描きおろし）
    - おまけ4コマ 独占欲（描きおろし）

  5. 2020年12月24日発売[19]、『別冊マーガレット』2020年8月号 - 12月号、ISBN 978-4-08-844422-2
    - 月のお気に召すまま〜りぼんspecial〜（『りぼん』2020年9月号）
    - おまけ4コマ 月の欲しいもの（描きおろし）
    - おまけ4コマ 歩の欲しいもの（描きおろし）

  6. 2021年5月25日発売[20][21]、『別冊マーガレット』2021年1月号 - 5月号、ISBN 978-4-08-844485-7
    - おまけ4コマ 弟（描きおろし）
    - おまけ4コマ 巻き込み事故（描きおろし）
    - おまけ4コマ DNA（描きおろし）
    - おまけ4コマ 恋（描きおろし）
    - おまけ4コマ 言いたい（描きおろし）
    - おまけ4コマ 好きなのは君（描きおろし）

  7. 2021年10月25日発売[22]、『別冊マーガレット』2021年6月号 - 10月号、ISBN 978-4-08-844538-0
    - おまけ4コマ 隠れファン（描きおろし）
    - おまけ4コマ それぞれの想い（描きおろし）
    - おまけ4コマ 一緒に食べたい（描きおろし）

  8. 2022年3月25日発売[23]、『別冊マーガレット』2021年11月号 - 2022年3月号、ISBN 978-4-08-844601-1
    - おまけ4コマ 告白の夜1（描きおろし）
    - おまけ4コマ 告白の夜2（描きおろし）
    - おまけ4コマ 報告1（描きおろし）
    - おまけ4コマ 報告2（描きおろし）
    - おまけ4コマ デート1（描きおろし）
    - おまけ4コマ デート2（描きおろし）

  9. 2022年9月22日発売[24]、『別冊マーガレット』2022年4月号 - 5月号、7月号 - 9月号、ISBN 978-4-08-844677-6
    - おまけ4コマ 日花ちゃんの好きな人（描きおろし）
    - おまけ4コマ 進堂くんの好きな人（描きおろし）
    - おまけ4コマ あらぬ誤解（描きおろし）
    - おまけ4コマ キスの練習（描きおろし）

  10. 2023年2月24日発売[25]、『別冊マーガレット』2022年10月号 - 2023年2月号、ISBN 978-4-08-844684-4
    - おまけ4コマ ヤキモチの種類（描きおろし）
    - おまけ4コマ 頼れない先輩達（描きおろし）
    - おまけ4コマ 安心できない（描きおろし）

  11. 2023年10月25日発売[26]、『別冊マーガレット』2023年3月号 - 2023年10月号、ISBN 978-4-08-844794-0
    - おまけ4コマ どっちも好き
    - おまけ4コマ 実はお似合い
    - おまけ4コマ 進まないふたり
    - おまけ4コマ 加工しなくても

  12. 2024年6月25日発売[27]、ISBN 978-4-08-843008-9
  13. 2025年1月23日発売[28]、ISBN 978-4-08-843091-1

### イラスト
- （タイトルなし）[29]（『鬼滅の刃』トリビュートイラスト、『別冊マーガレット』2020年11月号）
- （タイトルなし）[30]（『呪術廻戦』トリビュートイラスト、『別冊マーガレット』2022年1月号）

### 単行本未収録作品
- 私の恋だけハードモード[注 3]（『別冊マーガレットsister』2015年10月増刊号 秋フェス01[31] - 12月増刊号 秋フェス03）
- はぴきす-アンラッキー恋日和-[32]（『別冊マーガレットsister』2017年3月増刊号 冬フェスvol.3）
- はぴきす〜アンラッキー猫じゃらし〜（『別冊マーガレット』2017年6月号別冊ふろく『LOVE Animal!』）
- 佐藤くんの甘い呪い（『別冊マーガレット』2025年7月号[33]）

## 関連人物
- 椎名軽穂[14] - 『月のお気に召すまま』第1巻帯に推薦文を寄せている。